# William Crain
William Crain (Columbus, 20 juni 1949) is een Amerikaanse film- en televisieregisseur. Hij was een van de eerste zwarte filmmakers van een grote filmschool die commercieel succes boekte.

## Biografie
Crain werd geboren op 20 juni 1949 in Columbus (Ohio). Hij studeerde af aan de filmschool van UCLA. In tegenstelling tot veel andere zwarte filmmakers van zijn tijd die films maakten van een diep persoonlijke of politieke aard, bestond het werk van Crain bijna volledig  uit mainstream- en genrefilms. Gedurende de jaren zeventig regisseerde hij zowel tv-series als films.
Op 23-jarige leeftijd regisseerde hij Blacula (1972). Hoewel de film grotendeels werd genegeerd door critici, is het een cultfilm geworden en heeft de film bijgedragen tot de bekendheid van hoofdrolspeler William Marshall. Na nog enkele andere films keerde Crain terug naar het regisseren van tv-series.
Hij wordt vaak verward met een andere Bill/William Crain die in de jaren 70 educatieve kortfilms produceerde en Mirage (1990) en Midnight Fear (1991) regisseerde.